# 基姆薩丘塔山
15°15′01″S 70°49′20″W / 15.25028°S 70.82222°W
基姆薩丘塔山（Kimsa Chuta），是秘魯的山峰，位於該國東南部普諾大區，由蘭帕省的奧庫維里區負責管轄，屬於安地斯山脈的一部分，海拔高度5,050米。